# تشرنی دول
تشرنی دول (به چکی: Černý Důl) یک منطقهٔ مسکونی در جمهوری چک است که در منطقه تروتنوف واقع شده‌است.